# Aula TIC
Un aula TIC a Espanya és aquella en la qual l'alumnat utilitza ordinadors amb connexió a Internet com a recurs educatiu (TIC acrònim de Tecnologies de la Informació i la Comunicació). A cada centre es tria entre els docents un coordinador en TIC, que és l'encarregat del seu manteniment i rep per això un alliberament en l'horari setmanal i formació especialitzada.

## Aules TIC a Andalusia
El 18 de març de 2003 la Junta d'Andalusia (Andalusia, Espanya) va publicar el Decret de mesures d'impuls a la societat del coneixement a Andalusia. Pocs dies després, el 4 d'abril de 2003, es publica la primera convocatòria perquè els centres docents andalusos no universitaris sostinguts per fons públics, incorporin les TIC a les seves actuacions docents (Centres TIC) o de gestió (Centres DIG). Els projectes de Centre TIC pretenen incloure les TIC a l'aula com a recurs didàctic podent arribar a oferir un ordinador amb connexió a Internet per a cada dos alumnes. Els ordinadors funcionaran amb programari lliure i per a això la Junta d'Andalusia usa una distribució pròpia, Guadalinex, basada en GnuLinEx.
El 7 d'octubre de 2009 es va procedir al lliurament, all Palau de Fires de Màlaga, dels primers ordinadors per als mestres de tercer cicle de primària, per tal de començar una nova marxa educativa, per l'anomenat "Projecte TIC 2.0".
Vivim en una societat que està immersa en el desenvolupament tecnològic, on l'avanç de les Tecnologies de la Informació i la Comunicació (TIC) han canviat el nostre estil de vida, impactant en moltes àrees del coneixement. A l'àrea educativa, les TIC´s han demostrat que poden ser un gran suport tant per als docents com per als estudiants. La implementació de la tecnologia a l'educació pot veure's només com una eina de suport, no ve a substituir al mestre, sinó que pretén ajudar-lo per a què l'estudiant tingui més elements (visuals i auditius) per enriquir el procés d'ensenyament-aprenentatge.
Ara ja no és suficient adquirir un coneixement o dominar una tècnica, sinó que és necessari que l'alumne sigui capaç cognitivament, i sobretot en altres capacitats: motrius, d'equilibri, d'autonomia personal i d'inserció social.
La competència implica l'ús de coneixements, habilitats i actituds, i han de contribuir al desenvolupament de la personalitat en tots els àmbits de la vida.
L'aprenentatge d'una competència està molt allunyat de l'aprenentatge mecànic, ja que permet comprendre la complexitat dels processos d'aprenentatge, ensenyar competències implica utilitzar formes d'ensenyament consistents a donar resposta a situacions de la vida real.

## Recursos TIC a l'aula
La incorporació de les TIC a l'aula fa que siguin necessàries una sèrie d'eines que estiguin a la disposició de l'alumnat, el professorat i les famílies. En aquestes aules s'han implantat una sèrie de recursos com:
- Helvia:[3] plataforma que facilita els processos d'ensenyament i aprenentatge amb relació a la comunicació entre els membres de la comunitat educativa. Es divideix en tres elements: lloc del centre, bitàcola i aula virtual.
- Blog Escola 2.0: apartat a la xarxa que pot oferir informació educativa.
- Motxilla digital:[4] apartat a la xarxa que pertany a la Junta d'Andalusia on podem trobar informació referent a diverses seccions de l'ensenyament cultural.
- Pasen:[5] plataforma per als centres educatius andalusos que incorporen les TIC en la seva pràctica docent i que compten amb la col·laboració de les famílies.

A Veneçuela, s'està implementant l'ús de les TIC a l'aula, ja que la tecnologia està en el nostre dia a dia, els nens i nenes estan rebent els seus ordinadors amb el Projecte Canaima, i el docent amb poca experiència però tractant d'experimentar al costat dels nens i nenes. En l'actualitat, les universitats estan preparant als docents amb eines tecnòlogues per poder oferir un bon procés d'ensenyament-aprenentatge d'acord amb l'actualitat. Els nens i nenes avui dia poden utilitzar la tecnologia amb més facilitat que un adult, és per això que les TIC a les aules estan millorant la nostra educació. Wuilday Astudillo. Upel Vargas

## Avantatges de les TIC a l'educació
Avui dia, les TIC són un pilar bàsic a l'educació, ja que proporcionen una gran quantitat d'informació. Tot i ser fonamentals, les TIC no han arribat a tota la seva esplendor a causa que no tothom sap utilitzar-les. Aquestes són molt importants perquè aporten una gran quantitat d'informació i fan possible que es pugui accedir a aquesta en qualsevol moment. Però per això, com hem comentat abans, és necessari que s'integrin encara més en la societat d'avui dia. Alguns dels avantatges que poden aportar a l'educació són aquests:
- Actualització del sistema educatiu.
- Rapidesa pel que fa a l'accés de la informació.
- Interdisciplinaritat.
- Treball cooperatiu.
- Increment de la motivació i l'interès de l'alumne.

## Aprenentatge mòbil i tauleta tàctil
Els dispositius mòbils s'han convertit en elements indispensables del nostre dia a dia. En l'entorn educatiu la tauleta digital és una de les eines que més futur té, no tant per la tauleta com a dispositiu en si mateix, sinó per la quantitat d'aplicacions existents que hi ha al mercat i que ens permeten fer pràcticament de tot.
Els avantatges més importants de la tauleta digital front al llibres de text tradicionals són:
- És molt més còmoda de transportar, per dimensions i pes.
- Permet l'accés immediat i il·limitat a tot tipus d'informació, vídeos, imatges, etc.
- Permet llegir qualsevol llibre que estigui en format digital com si es tractés d'un llibre de paper.
- S'estalvien molts diners al no haver de comprar llibres impresos.
- Els alumnes treballen molt més a gust utilitzant dispositius mòbils.
- Permet un sistema d'aprenentatge interactiu professor-alumne i entre alumnes.

Els punts febles de les tauletes digitals són:
- La pantalla tàctil és fràgil i poden sofrir avaries.
- Es necessita connexió a Internet.
- La capacitat d'emmagatzematge és limitada.
- Pot provocar problemes de visió.
- Al tenir accés continu a xarxes socials i altres continguts d'internet, és més fàcil que l'alumne es puga distraure.

Google Classroom

El que sí que està demostrat és que la utilització de les tauletes digitals en l'àmbit educatiu reforça l'autonomia personal i la creativitat dels alumnes, i afavoreix el treball col·laboratiu entre companys i entre professor i alumnes.
Actualment són molts els centres que estan canviant els llibres per tauletes. Plataformes com Google Suite ofereixen un ampli ventall de possibilitats als nostres alumnes i tenen un preu assequible per als centres. El centre de l'activitat de l'assignatura se centra en l'aplicació Google Classroom, lloc on el professor comparteix el material i va establint les tasques a fer, i els alumnes diposen, a més, de totes les altres aplicacions de Google sense cap limitació (Drive, Gmail, Sites, ...). A primària els alumnes necessiten una autorització dels seus pares per poder utilitzar aquests serveis.
El fet d'utilitzar aquests aparells també afavoreix als alumnes amb més dificultats, ja que poden instal·lar-se de franc aplicacions que els ajuden a reforçar els continguts que s'han explicat a classe i obtenir ràpidament un "feedback" per saber si estan assolint els coneixements.